# تعیین سرنوشت
اصل حقِ تعیین سرنوشت برای مردمان‌ (از آلمانی: Selbstbestimmungsrecht der Völker همچنین در انگلیسی: self-determination) یا به اختصار حق تعیین سرنوشت از اصول اساسی حقوق بین‌الملل است که بنا بر سازمان ملل متحد به عنوان مرجع تفسیر هنجارهای منشور، الزام‌آور است.
این اصل بیان نمی‌کند که تصمیم‌گیری یا نتیجهٔ این مولفه باید چگونه باشد؛ خواه استقلال باشد، یا فدراسیون، تحت‌الحمایگی، نوعی خودمختاری یا حتی عدمِ مرکزگریزی و همسان‌سازی کامل. این مولفه همچنین پیرامون مرزهای احتمالی بین مردمان، تعیینِ تکلیف نمی‌کند یا نمی‌گوید چه چیزی یک ملت را تشکیل می‌دهد. در واقع تعاریف و معیارهای حقوقیِ متعارضی برای تعیین گروه‌هایی که می‌توانند به‌طور مشروع ادعای حق تعیین سرنوشت بکنند وجود دارد.
این اصل اظهار می‌دارد که در احترام به اصلِ حقوق برابر و برابریِ منصفانهٔ فرصت‌ها ملت‌ها حق دارند حاکمیت و وضعیت سیاسی بین‌المللی خود را بدون هرگونه اجبار یا مداخلهٔ خارجی برگزینند که می‌توان سابقهٔ آن را تا منشور آتلانتیک که فرانکلین روزولت، رئیس‌جمهور آمریکا و وینستون چرچیل، نخست‌وزیر بریتانیا در ۱۴ اوت ۱۹۴۱ امضاء کردند و به هشت نکتهٔ اصلی منشور متعهد شدند تعقیب کرد.
در ۱۴ دسامبر ۱۹۶۰ مجمع عمومی سازمان ملل متحد قطعنامهٔ ۱۵۱4 (XV) را با عنوان اعلامیه اعطای استقلال به کشورها و مردمانِ مستعمرات را به منظور اعطای استقلال به ایشان تصویب کرد تا بین تعیین سرنوشت و هدف استعمارزداییِ آن یک پیوند حقوقیِ اجتناب‌ناپذیر برقرار شود و یک حق نوینِ مبتنی بر حقوقِ بین‌الملل مبتنی بر آزادی تعیین سرنوشت اقتصادی را لازم بداند. در مادهٔ ۵ بیان می‌گردد: گام‌های فوری باید برای مناطق غیرخودگردان، یا همهٔ دیگر مناطقی که هنوز به استقلال دست نیافته‌اند برداشته شود تا همهٔ قدرت‌ها در انطباق با خواست آزادانهٔ ابرازشدهٔ آنان بدون هرگونه تمایز نسبت به نژاد، تیره، رنگِ پوست یا هر شرایط و پیش‌فرضی به مردمان آن مناطق منتقل شود تا آنان را قادر سازد از استقلال و آزادی کامل برخوردار شوند. افزون بر این، مجمع عمومی سازمان ملل در ۱۵ دسامبر ۱۹۶۰، قطعنامهٔ ۱۵۴1 (XV) را با عنوان اصولی که باید اعضا را در تعیین وجود یا عدم وجود الزامِ انتقال اطلاعات خواسته‌شده تحت مادهٔ ۷۳ایِ منشور ملل متحد در مادهٔ سوم با لحاظ این که ناآمادگی سیاسی، اقتصادی، اجتماعی یا آموزشی، هرگز نباید زمینه‌ای برای تأخیر در استقلال شود تصویب کرد تا انطباق کامل استعمارزدایی با اصل تعین سرنوشت در ۱۵۴1 (XV) تضمین کند.
با بسط لفظ تعیین سرنوشت، این عبارت به معنای انتخاب آزاد کنش‌های شخصی بدون اجبار خارجی هم درآمده‌است.

## مسایل کنونی

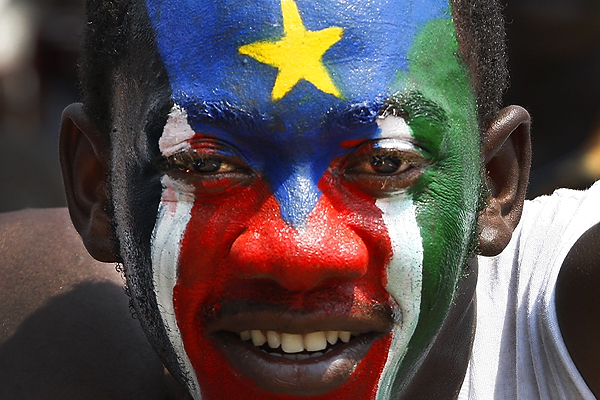
سودانی‌های جنوبی در ۹ ژوئیه ۲۰۱۱، روز استقلال خود از سودان، ابراز شادمانی می‌کنند.

از اوایل دهه ۱۹۹۰، مشروعیت بخشی به اصل تعیین سرنوشت ملی منجر به افزایش شمار منازعات درون کشورها شده، چرا که زیرگروه‌ها خواستار تعیین سرنوشت بیشتر و جدایی کامل اند، و نزاع‌های آنها برای رهبری درون گروه‌ها و با دیگر گروه‌ها و دولت مسلط خشونت بار می‌شود. واکنش بین‌المللی به این جنبش‌های نوین یکنواخت نبوده و غالباً بر اساس سیاست تعیین شده تا اصول. اعلامیه هزاره سازمان ملل متحد در سال ۲۰۰۰ از رسیدگی به این نیازهای جدید ناکام ماند، و صرفاً «حق تعیین سرنوشت مللی که تحت سلطه استعماری و اشغال خارجی بوده‌اند» را ذکر کرد.
مسایل حقوقی و سیاسی کنونی این موضوع چنین برشمرده شده‌اند:

### تعریف «مردمان»
تعریف قانونی به رسمیت شناخته شده‌ای برای «ملل» در حقوق بین‌الملل وجود ندارد. ویتا گودیلیوته از دانشگاه ویتائوتاس مگنوس با مرور حقوق بین‌الملل و قطعنامه‌های سازمان ملل دریافت که در پرونده‌های ملل ناخویش‌فرمان (به استعمار کشیده شده و/یا بومی) و اشغال نظامی خارجی «یک مردم» همه جمعیت واحد سرزمینی تحت اشغال است، فارغ از تفاوت‌های دیگرشان. در مواردی که مردم در حکومت یک کشور نمایندگی نداشته باشند، افراد فاقد نمایندگی یک مردم مجزا می‌شوند. حقوق بین‌الملل کنونی اقلیت‌های قومی و دیگر را به عنوان ملل مجزا نمی‌شناسد، با استثنای قابل ذکر در مواردی که حق رای چنین گروه‌های به‌طور سازمان یافته توسط حکومت کشوری که در آن زندگی می‌کنند از آنان سلب شده باشد. دیگر تعاریف ارائه شده این است که «ملل» مشخص باشند (از طریق قومیت، زبان، تاریخ، غیره)، یا توسط «پیوندهای علاقه‌ها یا احساسات مشترک» یا «وفاداری» یا الزامات متقابل درون ملل تعریف شوند. یا تعریف ممکن است صرفاً این باشد که یک مردم گروهی از افراد اند که به اتفاق کشور جدایی را انتخاب می‌کنند. اگر «مردم» در خواست خود برای تعیین سرنوشت یکصدا باشند، ادعای آنان را مستحکم می‌کند؛ مثلاً جمعیت‌های واحدهای فدرال فدراسیون یوگسلاو در پی انحلال یوگسلاوی مردم تلقی شدند، با این که برخی از این واحدها جمعیت‌های بسیار متنوعی داشتند. نمونه دیگر مقدونی‌ها در مقدونیه است. بلغارستان و یونان اکنون علیه حق تعیین سرنوشت مقدونی‌ها تحت حقوق بین‌الملل استدلال می‌کنند. بسیاری از مقدونی‌ها که در این منطقه زندگی می‌کنند نیاکانی دارند که قدمتشان هزاران سال است و از شناسایی خود به عنوان مقدونی برخوردارند. با این که هیچ تعریف کامل مورد قبولی از ملل وجود ندارد، غالباً به تعریف پیشنهاد شده توسط مارتینز کوبو گزارشگر ویژه سازمان ملل متحد در مطالعه او در خصوص تبعیض علیه جمعیت‌های بومی ارجاعاتی صورت می‌گیرد. آلفرد ده زایاس، کارشناس مستقل سازمان ملل متحد در خصوص ترویج یک نظم بین‌الملل دمکراتیک و منصفانه، در گزارش خود در سال ۲۰۱۴ به مجمع عمومی A/69/272 به تعریف کربی استناد کرد که «گروهی از افراد دارای یک سنت تاریخی، هویت نژادی یا قومی، همگونگی فرهنگی، یکپارچگی زبانی، یگانگی دینی یا ایدئولوژیک، ارتباط سرزمینی یا حیات اقتصادی مشترک اند» است. «به این باید یک عنصر ذهنی اضافه شود: خواست شناخته شدن به عنوان یک مردم و آگاهی یک مردم بودن.»
ابولف معتقد است که تعیین سرنوشت «یک مارپیچ اخلاقی مضاعف» دوگانگی (حق شخصی همراستا بودن با یک مردم، و حق مردم برای تعیین سیاست‌های خود) و تقابل (حق به همان اندازه حق خویش است که حق دیگران) است؛ بنابراین، تعیین سرنوشت به افراد حق تشکیل دادن «یک مردم» می‌دهد که آنگاه حق تأسیس یک کشور مستقل دارد، مادامی که آنها به همه دیگر افراد و مردمان همان را اعطا کنند.
معیارهای تعریف «مردم دارای حق تعیین سرنوشت» در حکم پرونده ۲۰۱۰ کوزوو در دیوان بین‌المللی دادگستری پیشنهاد شد: ۱. سنت‌ها و فرهنگ ۲. قومیت ۳. پیوندها و میراث تاریخی ۴. زبان ۵. دین ۶. حس هویت و نزدیکی ۶. خواست تشکیل دادن یک مردم ۸. رنج دسته جمعی.